# Минимализъм
Минимализмът е течение в съвременното изкуство, възникнало като продължение на модернизма и добило отчетливост към края на 50-те години на 20 век. Неговата основна идея се предава с формулата „По-малкото е повече“ („Less is more“), популяризирана от Мис ван дер Рое. Проявления на минимализма като естетика се наблюдават във всички познати видове изкуства. Ричард Волхайм е един от първите критици, които дават определения за 'минималното изкуство'

## Проявления и представители
- живопис: Пийт Мондриан, Франк Стела, Пламен Петев
- музика: Филип Глас, Тери Райли, Арво Пярт
- скулптура: Константин Брънкуш, Доналд Джъд, Ричард Сера
- архитектура: Мис ван дер Рое, Джон Поусън
- литература: Самюел Бекет, Реймънд Карвър, Чарлз Буковски

## История
Архитектурата на модернизма оказва особено силно влияние в оформянето на минимализма като естетика, започвайки още с издигнатия от Адолф Лоос лозунг „орнаментът е престъпление“. Домът „Витгенщайн“ е пример за нейното съзнателно следване. Минималистичната архитектура се стреми да сведе до минимум декоративните и естетически елементи, които изграждат обектите. Като изкуство този вид архитектура се характеризира с основни геометрични форми и малко линии и детайли.
За предшественици на минимализма в живописта се сочат Казимир Малевич и Ад Райнхард. Като влиятелно течение минимализмът се появява в САЩ и е тълкуван като реакция срещу абстрактния експресионизъм. Най-силно изразени са характеристиките на минимализма през 70-те, макар че и до днес тази концепция все още продължава да оказва влияние върху съвременната култура.
Нагласите в японското изкуство, най-вече градините и хайку стихотворенията днес се считат за важен фактор в развитието на минимализма.

## Галерия
- „Страница от каталог“ – инсталация на Неъм Тевет, 1998
- „Untitled“ – бетонна скулптура на Доналд Джъд, Мюнстер, Германия
- Вила „Фербруген“, Майкъл Пост Аркитектен, Амстердам, 2005 – 2008
- „Двойно негативна пирамида“ на Сол Левит, Литва
- „Структура“ на Сол Левит, 1992
- „Атмосфера и среда XII“ на Луис Невелсън, Филаделфия, 1970
- „Kleiner Werth“ – инсталация на Франсоа Морелет, Вупертал
- „Стената“ (1973), известна и като „Входът към Сохо“, на Форест Майърс, Ню Йорк
- „Стената“ (1973) на Форест Майърс, близък план
- „B-732 R. STM“ на Афио Джифрида, 1997
- „Видимо/Невидимо“ на Уолтър де Мария, Япония